# Bran Mutimirović
Bran Mutimirović (in latino Branus) (fl. IX secolo) è stato un nobile serbo della dinastia dei Vlastimirović, figlio del sovrano serbo Mutimiro.
Insieme a suo fratello Stefano, scortò il khan Boris I di Bulgaria al confine tra il Principato di Serbia e la Bulgaria, dopo che la prima aveva respinto con successo l'esercito nemico. I soldati bulgari, agli ordini del khan, avevano infatti tentato di aggredire i serbi nella speranza di vendicare la sconfitta subita da Presiano I anni prima contro Vlastimiro. Bran e Stefano ricevettero dei doni per la scorta e, a loro volta, regalarono due schiavi, due falchi, due cani e ottanta pellicce come simbolo di amicizia. Alla fine, i bulgari si dimostrarono soddisfatti del tributo.
Dopo la morte del padre Mutimiro, il fratello maggiore di Bran, Pribislavo, salì al potere, ma fu deposto dopo un anno dal cugino Petar Gojniković e fuggì con Bran e Stefano in Croazia. Tre anni dopo l'ascesa di Petar, Bran si ribellò contro di lui ma fu catturato e accecato.
Egli si sposò ed ebbe un figlio, Pavle Branović.

### Fonti primarie
- Costantino Porfirogenito, De administrando imperio, a cura di Gyula Moravcsik, traduzione di Romillyi J. H. Jenkins, Dumbarton Oaks Center for Byzantine Studies, 1967, ISBN 978-0-88402-021-9.

### Fonti secondarie
- (EN) Sima Ćirković, The Serbs, Malden, Blackwell Publishing, 2004, ISBN 978-14-05-14291-5.
- (SR) Vladimir Ćorović, Историја српског народа [Storia del popolo serbo], ed. online, Belgrado, Janus; Ars Libri, 2001  [1997].
- (EN) John Van Antwerp Jr. Fine, The Early Medieval Balkans: A Critical Survey from the Sixth to the Late Twelfth Century, Ann Arbor, University of Michigan Press, 1991, ISBN 0-472-08149-7.